# André Caroff
Pour les articles homonymes, voir Caroff.
Œuvres principales
- La Sinistre Mme Atomos (1964)

André Caroff, pseudonyme de André Carpouzis, né le 28 février 1924 à Paris et mort le 9 mars 2009 à Metz-Tessy, est un écrivain français spécialisé dans la science-fiction et le roman policier. Il fut l'un des auteurs-phare de la maison d'édition Fleuve noir.

## Biographie
André Caroff exerce dans sa jeunesse diverses professions (danseur, chef de rayon, chauffeur de taxi, etc.) avant de publier son premier roman dans la collection Spécial police du Fleuve noir, dont il devient rapidement l'un des piliers, puis d'intégrer la collection « Angoisse » aux célèbres couvertures "tête de mort" signées Michel Gourdon. Il a notamment publié dans cette collection dix-sept romans dans la série Mme Atomos, qui met en scène les méfaits d'une diabolique Japonaise acharnée à détruire les États-Unis pour se venger des bombardements d'Hiroshima et Nagasaki.
Écrivant rapidement, il a écrit pas moins de 33 romans pour la collection Anticipation de Fleuve noir. Entre 1962 et 1989, il a signé une soixantaine de romans.
Il utilise aussi les pseudonymes de Daïb Flash, Rod Garaway et Ram Storga.

## Romans (liste non exhaustive)
- Série « Mme Atomos »

1. La Sinistre Mme Atomos (1964)
2. Mme Atomos Sème la Terreur (1965)
3. Mme Atomos Frappe à la Tête (1965)
4. Miss Atomos (1965)
5. Le Retour de Mme Atomos (1966)
6. Miss Atomos contre KKK (1966)
7. L'Erreur de Mme Atomos (1966)
8. Mme Atomos prolonge la vie (1967)
9. Les Monstres de Mme Atomos (1967)
10. Mme Atomos crache des flammes (1967)
11. Mme Atomos croque le marmot (1967)
12. La Ténébreuse Mme Atomos (1968)
13. Mme Atomos Change de Peau (1968)
14. Mme Atomos fait du charme (1969)
15. MmeAtomos jette un froid (1969)
16. L'Empreinte de Mme Atomos (1969)
17. Mme Atomos cherche la petite bête (1970)

- Série « La saga des Rouges »

1. Captif du temps (1982)
2. Métal en fusion (1982)
3. Le piège des sables (1982)
4. L'Oiseau dans le Ciment (1983)

- Série « Rod »

1. Rod, combattant du futur (1980)
2. Rod, menace sur Oxima (1980)
3. Rod, patrouille de l'espace (1980)
4. Rod, Vacuum 02 (1980)

- Clameurs (1962)
- Hallucinations (1961)
- Le Dernier Taxi (1961)
- Névrose (1961)
- Le Barracuda (1961)
- Le Sang du cactus (1962)
- Le Médium (1963)
- L'Heure des morts (1963)
- Cruauté mentale (1964)
- L’Oiseau de malheur (1964)
- Mort d'un libraire (1964)
- Le Rendez-vous d'Annecy (1967 )
- Conduite forcée (1968)
- Au rendez-vous des petites heures (1969)
- La Nuit du monstre (1970)
- Le Rideau de brume, (1971)
- Incognito M.Bonder ? (1971)
- La Guerre des Nosiars (1972)
- La Planète infernale (1972)
- Les Êtres du néant (1972)
- Le Battant (1973) roman adapté au cinéma en 1982.
- Ceux des ténèbres (1973)
- L'Exilé d'Akros (1973)
- Touche pas à la fillette (1973 )
- Bonder lève le rideau (1974)
- Le Bagne de Rostos (1974)
- Un certain Giorgio (1974)
- La Planète infernale (1976)
- Electronic man (1978)
- Les Combattants de Serkos (1978)
- Rhésus Y-2 (1978)
- Les sphères attaquent (1979)
- Bactéries 3000 (1979)
- Un autre monde (1981)
- Opération Bégonia (1982)
- Citoyens, dormez en paix, tout est tranquille (1982)
- Terreur psy (1982)
- Élimination (1983)
- Simulations (1983)
- Deux pas dans le soleil (1984)
- Extermination (1989)
- Cycle de l'ordinator

1. Ordinator-Labyrinthus (1983)
2. Ordinator-Macchabées (1984)
3. Ordinator-Phantastikos (1984)
4. Ordinator-Erotikos (1985)
5. Ordinator-Criminalis (1985)
6. Ordinator-Ocularis (1985)
7. Ordinator-Craignos (1985)
8. Ordinator-Rapidos (1985)

- Série « Force Knack » (sous le pseudonyme Rod Garaway)

1. Tokyo-aquarium 1985
2. Du Sang dans le soleil 1985
3. Intensité 12 1986
4. Mambo-traquenard 1986
5. Carnage-party 1986
6. Baroudeurs-kangourous 1986
7. Corrida sanglante 1986
8. Vendetta-Roma 1986

- Série « La Couronne de fer »

1. La Couronne de fer (2006)
2. Les Enfants du mandarin (2007)
3. Sun Song le mandarin (2009)
4. La Mort d'un mandarin (2014)